# San Pedro Ojo Zarco
San Pedro Ojo Zarco är en ort i Mexiko.   Den ligger i kommunen Mexquitic de Carmona och delstaten San Luis Potosí, i den centrala delen av landet, 400 km nordväst om huvudstaden Mexico City. San Pedro Ojo Zarco ligger 1 875 meter över havet och antalet invånare är 701.
Terrängen runt San Pedro Ojo Zarco är huvudsakligen platt, men västerut är den kuperad. Runt San Pedro Ojo Zarco är det tätbefolkat, med 570 invånare per kvadratkilometer. Närmaste större samhälle är Soledad de Graciano Sánchez, 18,2 km sydost om San Pedro Ojo Zarco. Omgivningarna runt San Pedro Ojo Zarco är i huvudsak ett öppet busklandskap.